# Diema
DIEMA (tiếng Bulgaria: Диема) là kênh truyền hình Bulgaria, một phần của Nova Broadcasting Group, thuộc sở hữu của United Group. Những chương trình của kênh chủ yếu là phim, phim hành động. Bên cạnh đó, kênh cùng với Nova Sport và Diema Sport phát sóng các sự kiện thể thao, bao gồm các trận đấu thuộc khuôn khổ Ngoại hạng Anh, Cúp FA và vòng loại Giải vô địch bóng đá châu Âu, cũng như các trận đấu trên sân nhà của Đội tuyển Anh.

## Lịch sử
Diema Vision được thành lập vào ngày 15 tháng 5 năm 1999 bởi Emil Slavchev, Anatoli Belchev và Asen Radulov. Kênh sở hữu đầu tiên là Diema +. Trong những năm qua, kênh này đã trở nên phổ biến và công ty đã ra mắt kênh thứ hai - Diema 2. Cuối năm 2005, nó đã được bán cho Apace Media, thuộc sở hữu của Kamen Vodenicharov. Tháng 3 năm 2007, Diema Vision trở thành một phần của Balkan Media Group Limited, một liên doanh giữa Apace Media Group UK và tập đoàn phát thanh truyền hình giải trí quốc tế Modern Times Group MTG AB và chỉ đổi tên kênh chính thành Diema, loại bỏ "+" khỏi tên của kênh. Tháng 3 năm 2009, MTG đã công bố một thỏa thuận sẽ chứng kiến các tài sản của Balkan Media Group Limited hợp nhất với Nova mới được mua lại. Vào ngày 12 tháng 9 năm 2011, kênh lại thay đổi bộ nhận diện và logo cùng với các kênh Nova TV khác.